# Michael von Melas

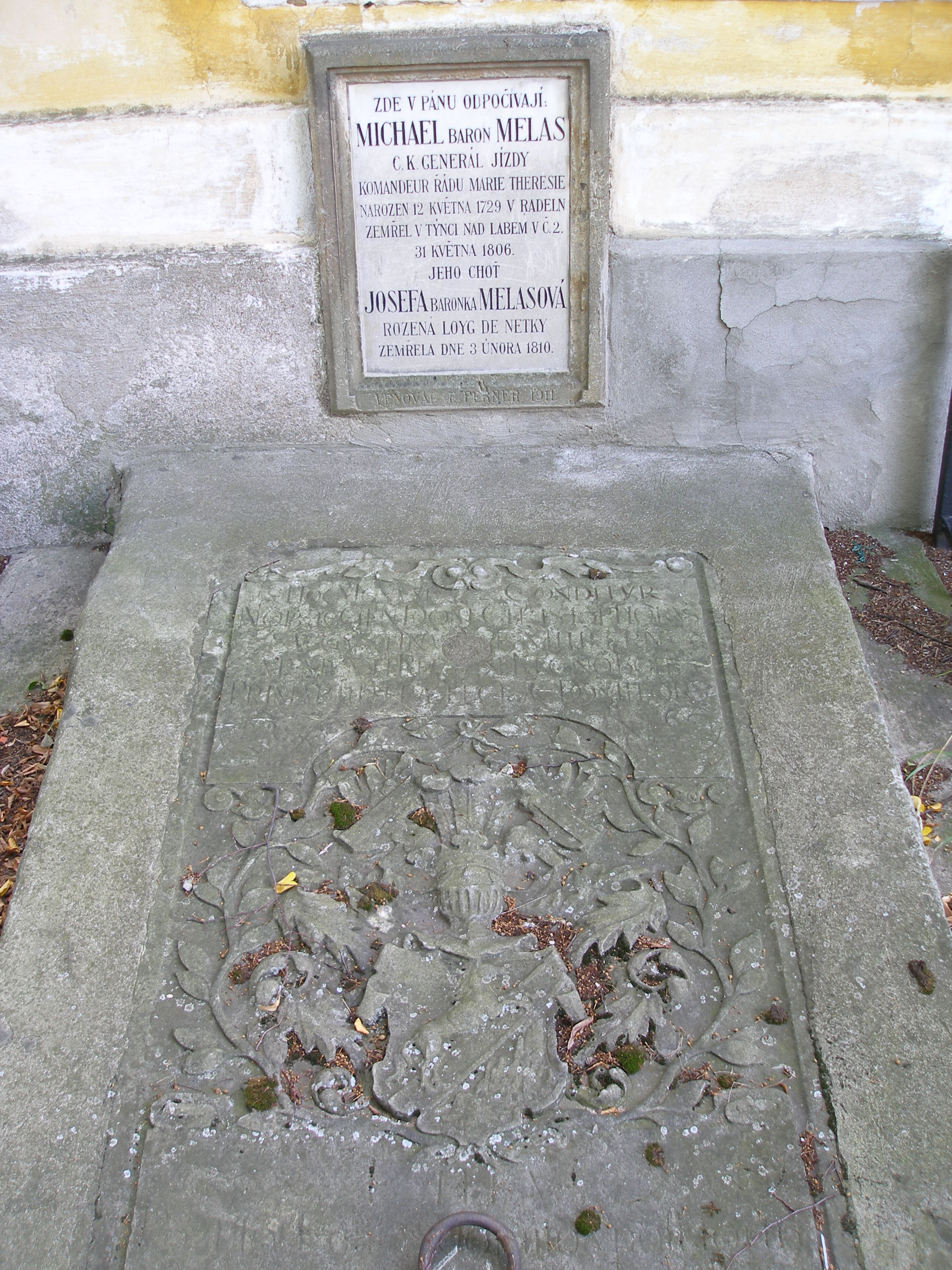
Hrob generála Melase a jeho ženy Josefy v Týnci nad Labem

Michael Friedrich Benedikt, baron von Melas (12. května 1729 Radeln, Sedmihradsko, dnešní Roadeş, část komuny Buneşti, župa Brašov, Rumunsko – 31. května 1806 Týnec nad Labem, Čechy) byl rakouský generál jezdectva.

## Životopis
V roce 1746 vstoupil do armády jako kadet a sloužil jako pobočník maršála Dauna v sedmileté válce. Roku 1781 byl plukovníkem a 1789 generálmajorem. Pak roku 1793 velel na Sambře brigádě a roku 1794 povýšen na podmaršálka. V letech 1794–1795 velel na dolním a středním Rýnu a 1797 pak v Itálii. Tam po Beaulieuově odstoupení zastával vrchní velení. V roce 1799 postupoval se Suvorovem a společně vítězili v bitvách u Cassana (27. dubna 1799), Trebbie (18.–20. června 1799) a u Novi (15. srpna 1799). Poté, co Masséna porazil Rimského-Korsakova u Curychu (25.–26. září 1799), Melas v čele 40 000 Rakušanů porazil Championneta u Genoly (4. listopadu 1799), nazývané též bitvou u Fossana, a postoupil roku 1800 až k Varu s úmyslem vpádu do Provence. Za jeho zády však Bonaparte překročil Alpy a přerušil jeho komunikace s Rakouskem. Melas se sevření pokusil prorazit, ale 14. června 1800 byl u Marenga totálně poražen Bonapartem, utrpěl zranění, a zcela deprimován uzavřel v Alessandrii smlouvu, na jejímž základě musel vyklidit celou Lombardii a stáhnout se až za řeku Mincio. Brzy poté převzal velení v Čechách a roku 1803 odešel do penze. V souvislosti s bitvou u Marenga je jméno generála Melase zmíněno ve druhém dějství Pucciniho slavné opery Tosca.